# Nils Linnæus

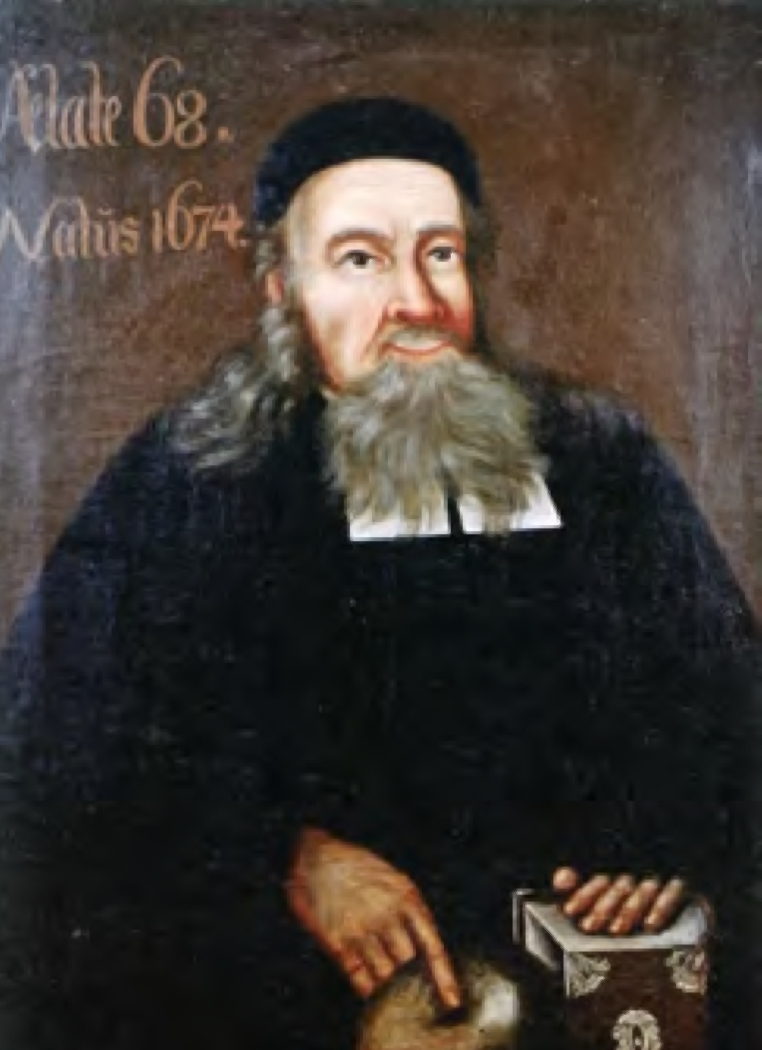

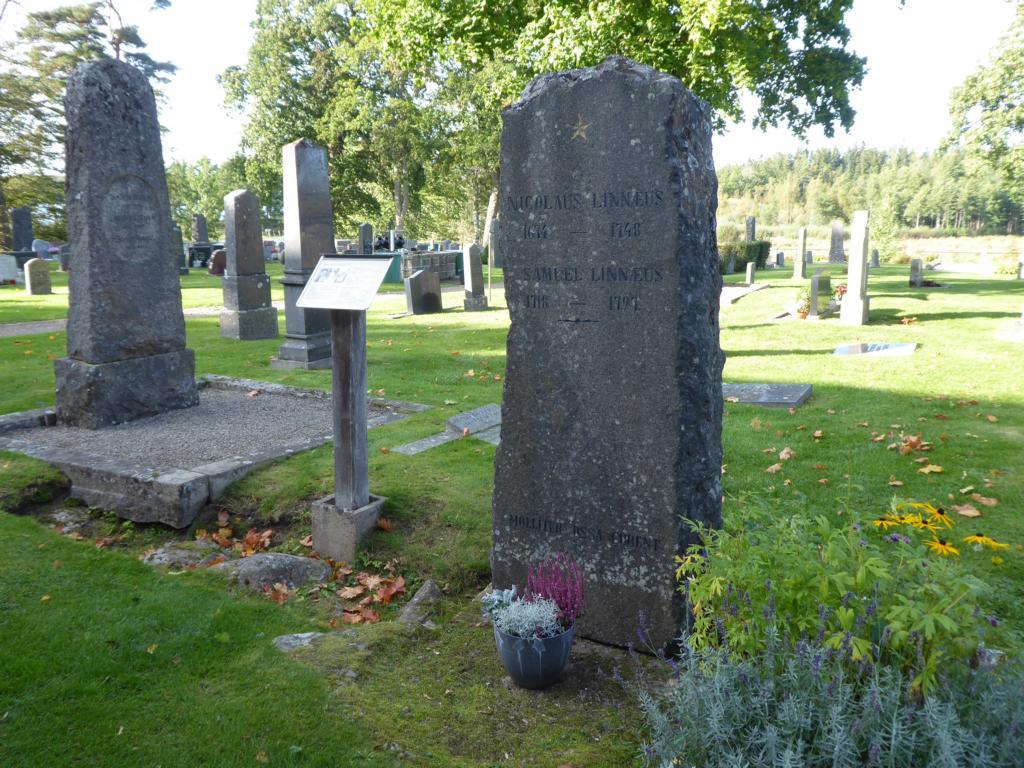
Der Grabstein von Nicolaus (Nils) Linnæus (1674–1748) und dessen Sohn Samuel Linnæus (1718–1797) an der heutigen Kirche in Stenbrohult.

Nils Ingemarsson Linnæus, gebürtig Nicolaus Ingemarsson, (* 1. Juli 1674 in Jonsboda Östergård, Gemeinde Vittaryd; † 12. Mai 1748 in Stenbrohult, Gemeinde Älmhult) war ein schwedischer Pfarrer und Vater des Naturwissenschaftlers Carl von Linné.

## Leben
Nils Ingemarsson Linnæus war der Sohn des Bauern Ingemar Bengtsson aus Stegeryd bei Vittaryd und Ingrid Ingemarsdotter. Seine Mutter war eine Schwester des Pfarrers Sven Ingemarsson Tiliander aus Pietteryd, der Nils in sein Haus aufnahm und gemeinsam mit seinen eigenen Kindern unterrichtete.
Nach dem Schulbesuch studierte er an der Universität Lund. Um sich an der Universität einzuschreiben, musste sich Nils Ingemarsson zunächst einen Familiennamen zulegen. Nach schwedischem Brauch wählte er einen Gegenstand aus der Natur. Er benannte sich nach einem dreistämmigen Lindenbaum nahe seinem Geburtshaus als „Linn“ (småländisches Dialektwort für Linde). Latinisiert entstand daraus der Familienname „Linnæus“.
Nach der Rückkehr in seine Heimat wurde er 1704 zunächst Kurat und lebte im Haus des Pfarrers Samuel Brodersonius, dessen Frau Maria (Marna) Jörgensdotter-Schee kürzlich verstorben war. Dort lernte er dessen Tochter Christina Brodersonia, eine herausragende Ökonomin, kennen, die er am 6. März 1706 heiratete und sich mit ihr in Råshult niederließ. 1706 wurde er Kaplan (schwed. Comminister) von Stenbrohult und nach dem Tod seines Schwiegervaters schließlich 1708 sein Nachfolger als Pfarrer von Stenbrohult. Im Juni 1709 zog die Familie daher von Råshult nach Stenbrohult um.
Die Position als Pfarrer der Gemeinde Stenbrohult übte er bis zu seinem Tod aus. Sein Sohn Samuel übernahm anschließend die Stelle.

## Nachkommen
Aus seiner Ehe mit Christina Brodersonia gingen fünf Kinder hervor:
- Carl (* 23. Mai 1707 in Råshult; † 10. Januar 1778 in Uppsala)
- Anna Maria  (* 10. November 1710; † 1769), verheiratet mit Gabriel Höök, Pfarrer von Virestad
- Sophia Juliana (* 12. Juni 1714; † 8. Juni 1771), verheiratet mit Johan Svensson Collin, Pfarrer von Rijsbÿ
- Samuel (* 1. Mai 1718; † 1797), er wurde Nachfolger seines Vaters
- Emerentia (* 27. Juni 1723; † 11. Mai 1753), verheiratet mit Carl Ammon Branting